# مارينكو برجا
مارينكو برجا (بالكرواتية: Marinko Prga)‏ هو ممثل كرواتي، ولد في 1971 بسبليت في كرواتيا.

## أعمال

### أفلام
- (2001) الأرض المحايدة[3]

## وصلات خارجية
- مارينكو برجا على موقع IMDb (الإنجليزية)
- مارينكو برجا على موقع ألو سيني (الفرنسية)
- مارينكو برجا على موقع أول موفي (الإنجليزية)
- مارينكو برجا على موقع قاعدة بيانات الفيلم (الإنجليزية)
- مارينكو برجا على موقع كينوبويسك (الروسية)